# Guldbacken
Guldbacken är en sjö i Krokoms kommun i Jämtland och ingår i Indalsälvens huvudavrinningsområde. Guldbacken ligger i Gråberget-Hotagsfjällen Natura 2000-område.